# Фудбалски савез Либерије
Фудбалски савез Либерије (Liberia Football Association ЛФА) је највише фудбалско тело у Либерији које ради на организовању националног првенства, купа и националног тима.
Савез је основан 1936. године. У ФИФА Светску фудбалску федерацију је примљен 1964. када је постао и члан КАФ-а Афричке фудбалске конфедерације. 
Национална лига се игра од 1965. године. Најуспешнији клубови су из главног града Монровије. Национални куп се игра од 1973.
Прву међународну утакмицу национална селекција је одиграла 11. априла 1963 у Сенегалу против репрезентације Чада и победила резултатом 2:1. Своје утакмице репрезентација игра на националном стадиону у Монровији који прима 35.000 гледалаца. 
Боје националне селекције су црвена, бела и плава.